# Фукс, Гильберт
Гильберт Фукс (нем. Gilbert Fuchs; 1871—1952 г.) — немецкий фигурист и энтомолог, чемпион мира, выступавший в одиночном катании за Германскую империю (название Германии в 1871—1945 годах). Одержал победу на первом чемпионате мира по фигурному катанию, проводившемся в 1896 году в Санкт-Петербурге, повторно завоевал титул в 1906 году в Мюнхене.
Фукс сам обучался фигурному катанию. Он тренировался на первом немецком катке с искусственным льдом «Unsöldsche Kunsteisbahn», который был открыт в 1892 году. Опубликовал книгу «Теория и практика фигурного катания» (нем. Theorie und Praxis des Kunstlaufes am Eise).

## Соперничество с Ульрихом Сальховом
У Фукса были чрезвычайно напряженные отношения со своим постоянным соперником — Ульрихом Сальховом. На чемпионате мира 1901 года в Швеции о победе Сальхова ходили неблагоприятные для Сальхова и шведских судей слухи. В частности, было известно, что чемпионат мира в Стокгольме обслуживала бригада из шести судей, что нарушало правила Международного союза конькобежцев (ИСУ) и тем не менее было санкционировано ИСУ по неизвестной причине. Ситуация ухудшалась тем фактом, что штаб-квартира ИСУ располагалась в столице Швеции и что президентом этой организации был известный деятель шведского спорта Виктор Балк. В 1906 году Сальхов отказался участвовать на чемпионате мира, обвинив немецких судей в предвзятости. Фукс же не появился на Олимпийских играх 1908 года, потому что чувствовал, что судьи симпатизируют Сальхову. Фукс единственный раз одержал над ним победу — на чемпионате Европы 1901 года, где он занял второе место, а Сальхов — третье.

## Достижения
| Соревнование        | 1895 | 1896 | 1897 | 1898 | 1899 | 1900 | 1901 | 1902 | 1903 | 1904 | 1905 | 1906 | 1907 | 1908 | 1909 |
| ------------------- | ---- | ---- | ---- | ---- | ---- | ---- | ---- | ---- | ---- | ---- | ---- | ---- | ---- | ---- | ---- |
| Чемпионаты мира     |      | 1    | (*)  | 3    |      |      | 2    |      |      |      |      | 1    | 3    | 2    |      |
| Чемпионаты Европы   | 3    |      |      |      |      |      | 2    |      |      |      |      |      | 2    |      | 2    |
| Чемпионаты Германии | 1    | 1    |      |      |      |      |      |      |      |      |      |      |      |      | 1    |

(*) не участвовал из-за травмы